# Christian Lassen
Pour les articles homonymes, voir Lassen.
Christian Lassen, né le 22 octobre 1800 et mort le 8 mai 1876, est un orientaliste et indologue allemand d'origine norvégienne. Il est professeur de langue et de littérature indienne ancienne à l'Université de Bonn,.

## Biographie
Il est né à Bergen, en Norvège, où il fréquente l'école de la cathédrale de Bergen. Après avoir reçu une formation à l'Université d'Oslo, il s'installe en Allemagne et poursuit ses études à l'Université de Heidelberg et à l'Université de Bonn où Lassen acquiert une solide connaissance du sanskrit. Il passe trois ans à Paris et à Londres, occupé à copier et à rassembler des manuscrits et à collecter des matériaux pour de futures recherches, en particulier en référence au théâtre et à la philosophie hindous. Durant cette période, il publie, conjointement avec Eugène Burnouf, son premier ouvrage, Essai sur le Pâli (Paris, 1826) .
À son retour à Bonn, il étudie l'arabe et obtient le diplôme de doctorat, sa thèse traitant des notices arabes de la géographie du Pendjab (Commentario geographica historica de Pentapotamia Indica, Bonn, 1827). Peu de temps après, il est admis au Privatdozent, et en 1830 est nommé professeur extraordinaire et en 1840 professeur ordinaire de langue et de littérature indiennes anciennes. Lassen reste à l'Université de Bonn jusqu'à la fin de sa vie. Ayant été atteint de cécité presque totale pendant de nombreuses années, en 1864, il est autorisé à prendre sa retraite de l'enseignement. Il meurt à Bonn et est enterré à Alter Friedhof .

## Travaux
En 1829-1831, il publie, en collaboration avec August Wilhelm von Schlegel, une édition critique annotée de l'Hitopadesha. La parution de cette édition marque le point de départ de l'étude critique de la littérature sanskrite. Lassen aide von Schlegel à éditer et à traduire les deux premiers chants de l'épopée Ramayana (1829-1838). En 1832, il fait paraître le texte du premier acte du drame de Bhavabhuti, Mālatīmādhava, et une édition complète, avec une traduction latine, du Sānkhya-kārikā. En 1837 suit son édition et sa traduction du drame lyrique de Jayadeva, Gītagovinda et ses Institutiones linguae Pracriticae. Son Anthologia Sanscritica, qui parait l'année suivante, contient plusieurs textes jusque-là inédits, et fait beaucoup pour stimuler l'étude du sanskrit dans les universités allemandes. En 1846, Lassen fait paraître une édition améliorée du texte de Schlegel et une traduction de la « Bhagavad-Gita » .
En plus de l'étude des langues indiennes, il est un pionnier scientifique dans d'autres domaines de la recherche philologique. Dans son Beiträge zur Deutung der Eugubinischen Tafeln (1833), il prépare la voie à une interprétation correcte des inscriptions ombriennes ; et le Zeitschrift für die Kunde des Morgenlandes (7 vols., 1837-1850), qu'il commence et dirige largement, contient, entre autres documents précieux de sa plume, des croquis grammaticaux des langues Beluchi et Brahui, et un essai sur le Lycien les inscriptions .

### Cunéiforme ancien persan

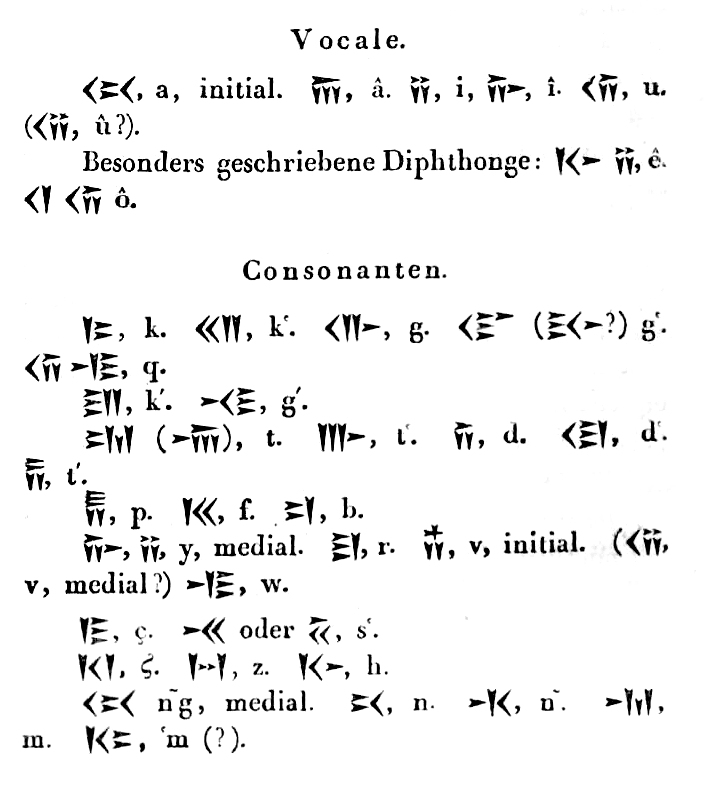
Ancien alphabet cunéiforme persan selon Lassen en 1836

Peu de temps après la parution du Commentaire sur le Yacna (1833) de Burnouf, Lassen porte également son attention sur la langue zend et sur les études iraniennes en général ; et dans Die altpersischen Keilinschriften von Persepolis (1836), il améliore considérablement la connaissance des inscriptions cunéiformes en vieux perse, à la suite des premiers efforts de Grotefend (1802) et de Saint-Martin (1823)  anticipant ainsi, d'un mois, le Mémoire de Burnouf sur le même sujet, tandis que le célèbre mémoire de Sir Henry Rawlinson sur l'inscription de Behistun, bien que rédigé en Perse, à peu près à la même époque, ne parvient à la Royal Asiatic Society que trois ans plus tard, en 1839 .
Par la suite, Lassen publie, dans le sixième volume de son journal (1845), un recueil de toutes les inscriptions cunéiformes en vieux perse connues jusqu'à cette date. 

### Écriture Brahmi
Les premières tentatives réussies de déchiffrement de l'écriture Brahmi sont faites en 1836 par Christian Lassen, qui utilise une pièce bilingue grec-brahmi du roi indo-grec Agathoclès pour identifier correctement plusieurs lettres Brahmi . La tâche est ensuite accomplie par James Prinsep, qui identifie le reste des caractères du Brahmi, avec l'aide du Major Cunningham .

### Kharoshthi
Il est également l'un des premiers érudits en Europe à entreprendre, avec un succès indéniable, le déchiffrement des pièces de monnaie bactriennes, indo-grecques et indo-scythes récemment découvertes avec des légendes de Kharoshthi, qui lui fournissent les matériaux pour Zur Geschichte der griechischen und indoskythsschen. Könige in Bakterien, Kaboul, und Indien (1838). En cela, il suit de près le travail de pionnier de James Prinsep (1835) et de Carl Ludwig Grotefend (1836) .
Il songe à faire paraître une édition critique de la Vendidad ; mais, après avoir publié les cinq premiers fargards (1852), il sent que toute son énergie est nécessaire pour mener à bien la grande entreprise de sa vie : son Indische Altertumskunde . Dans cet ouvrage — achevé en quatre volumes, publiés respectivement en 1847 (2e éd., 1867), 1849 (2e éd., 1874), 1858 et 1861 — qui forme l'un des plus grands monuments d'une recherche infatigable sur l'Inde. Il est élu membre honoraire étranger de l'Académie américaine des arts et des sciences en 1868 .